# شريهان أبو الحسن
شريهان أبو الحسن (1979 -) هي مذيعة وممثلة  وإعلامية مصرية.

## حياتها ونشأتها
شريهان أبو الحسن ولدت في القاهرة عام 1979، تزوجت من الكاتب الصحفي ورئيس تحرير جريدة اليوم السابع خالد صلاح عام 2017، ولدية ابن يدعي أدهم خالد صلاح.

## مسيرتها
بدأت مسيرتها العمل مراسلة صحفية لدي تلفزيون سلطنة عمان، انتقلت بعدها إلى قناة دبي، وبعدها أصبحت مديرة مكتب قناة عمان في القاهرة. عملت شريهان في التلفزيون المصري، قدمت على القناة الثقافية برامج منوعة.

## أعمالها

### تمثيل[8]
- فاتن أمل حربي 2022 - مسلسل
- ممنوع الاقتراب أو التصوير 2018 - مسلسل

### برامج[9]
- برنامج الأجندة علي قناة النيل الثقافية.
- برنامج البحث عن الإنسان علي قناة النيل الثقافية.
- برنامج ست الحسن علي قناة الحياة الفضائية.[10]
- برنامج كلام ستات علي قناة سي بي سي.[11]

## جوائز
- جوائز شريهان أبو الحسن: جائزة أفضل مذيعة حوارية في مهرجان الفضائيات العربية عام 2016
- جائزة أفضل مذيعة حوارية في مهرجان القاهرة العام.